# 卡洛爾伍德 (佛羅里達州)
卡洛爾伍德（英語：Carrollwood）是位於美國佛羅里達州希爾斯波羅縣的一個非建制地區。該地的面積和人口皆未知。

## 地理
卡洛爾伍德的座標為28°03′08″N 82°29′09″W / 28.05222°N 82.48583°W，而該地的平均海拔高度為12米（即39英尺）。